# 보다 진자

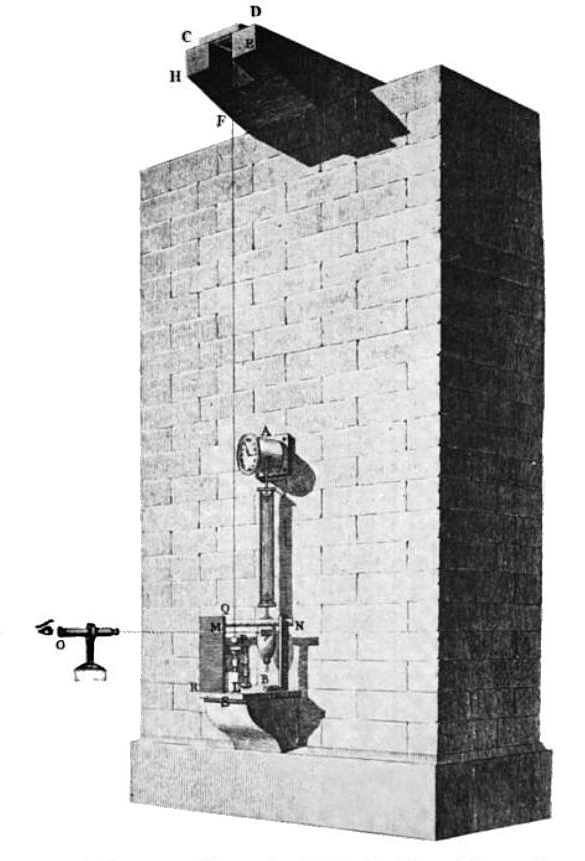
Borda & Cassini's 1792 measurement of the length of the seconds pendulum

보다진자의 주기를 측정하여 중력 가속도를 정밀하게 측정할 수 있는 실험기구이다. 칼날 받침대의 주기를 진자의 주기와 비슷하게 만들어 진자의 주기를 측정하여, 정확한 중력가속도 g를 측정할 수 있으며 진자가 움직이는 중에 흔들림을 최소화 하기 위하여 무거운 삼발이와 보조 지지대를 사용하고있다. 주기 측정에는 초시계, 포토게이트, 물리영상분석장치 등을 사용할 수 있다.